# Марсель ван дер Лінден
Марсель Маріус ван дер Лінден (нід. Marcel van der Linden; нар. 9 жовтня 1952, Амстердам, Нідерланди) — нідерландський історик і соціолог, фахівець з історії робітничого класу та лівих рухів.

## Життєпис
Марсель ван дер Лінден закінчив Амстердамський університет. Від 1997 року Марсель ван дер Лінден викладав історію соціального руху в Амстердамському університеті. Був директором з досліджень Міжнародного інституту соціальної історії від 2001 до 2014 року, нині старший науковий співробітник Інституту, а також професор історії соціальних рухів в університеті Амстердаму.
Ван дер Лінден був обраним першим президентом Міжнародної Асоціації соціальної історії, заснованої в Сіднеї в 2005 році. Він був президентом у 2005—2010 роках, з 2010 по 2015 роки, та був знову обраний на період 2015—2020 років.
Він є широко визнаним у своїй галузі за його підхід «глобальної історії праці», який він розробив з 1990-х років. Глобальна історія праці розглядається багатьма вченими трудових досліджень як нова парадигма, яка хоче подолати як традиційну історію праці, так і «нову історію праці», розроблену в 1960-х роках такими вченими, як Ерик Гобсбаум і Е. П. Томпсон.

## Звання, премії та нагороди
Марсель ван дер Лінден отримав почесний докторський ступінь від університету Осло в 2008 році. Лавреат премії Рене Кучинський (Берлін/Відень, 2009) за Workers of the World. Essays toward a Global Labor History (Studies in global social history. Bd. 1), і Bochumer Historikerpreis (2014).

## Праці
- Von der Oktoberrevolution zur Perestroika. Der westliche Marxismus und die Sowjetunion Broschiert. Frankfurt am Main: dipa-Verlag, 1991.
- Kriegsbegeisterung und mentale Kriegsvorbereitung. Interdisziplinäre Studien. Berlin: Duncker & Humblot, 1991.
- Transnational Labour History. Explorations. Aldershot: Ashgate, 2003.
- Workers of the World. Essays toward a Global Labor History. Leiden: Brill, 2008.
- Western Marxism and the Soviet Union. A Survey of Critical Theories and Debates since 1917. Chicago: Haymarket, 2009.
  - «Західний марксизм» і Радянський Союз. Огляд критики та дискусій після 1917 року. Глава 2. Від Жовтневої революції до сталінських часів (1917—1929) [Архівовано 17 вересня 2020 у Wayback Machine.]
  - «Західний марксизм» і Радянський Союз. Огляд критики та дискусій після 1917 року. Глава 3. Від сталінського «великого стрибка» до «Великої Вітчизняної війни» (1929—1941) [Архівовано 3 травня 2018 у Wayback Machine.]
  - «Західний марксизм» і Радянський Союз. Огляд критики та дискусій після 1917 року. Глава 4. Від «Великої Вітчизняної війни» до уподібнення структур Східної Европи (1941—1956)
  - «Західний марксизм» і Радянський Союз. Огляд критики та дискусій після 1917 року. Глава 5. Від XX з'їзду КПРС до придушення «Празької весни» (1956—1968)
  - «Західний марксизм» і Радянський Союз. Огляд критики та дискусій після 1917 року. Глава 6. Від придушення «Празької весни» до перебудови (1968—1985) [Архівовано 29 жовтня 2018 у Wayback Machine.]
  - «Західний марксизм» і Радянський Союз. Огляд критики та дискусій після 1917 року. Глава 7. Розпад і його наслідків: з 1985 року до сьогодні

Статті, перекладені українською
- Глобальний робітничий рух: не такий вже грандіозний фінал і, можливо, новий початок [Архівовано 6 вересня 2017 у Wayback Machine.] // Спільне, 4 вересня 2017.
- Соціалізм, якого не було: марксистські критики радянського суспільства [Архівовано 20 квітня 2021 у Wayback Machine.] // Спільне, 18 березня 2021.